# Schweizer Skimeisterschaften 1959
Die Schweizer Skimeisterschaften 1959 fanden am 15. Februar 1959 in Vaulion und vom 26. Februar bis zum 1. März 1959 in Engelberg statt. Ausgetragen wurden im Skilanglauf die Distanzen 16 km und 50 km sowie die 4 × 8-km-Staffel. Den 16-km-Lauf gewann Viktor Kronig und den 50-km-Lauf Michel Rey. Zudem siegte die Staffel vom SC Obergoms. Das Skispringen gewann Andreas Däscher und die Nordische Kombination Lorenz Possa. Im Ski Alpin wurden die Disziplinen Abfahrt, Riesenslalom und Slalom ausgetragen. Bei den Männern triumphierte Willi Forrer in der Abfahrt, Adolf Mathis beim Slalom und Roger Staub beim Riesenslalomrennen sowie abschliessend in der Kombination. Yvonne Rüegg siegte bei den Frauen in der Abfahrt und Madeleine Berthod im Riesenslalom. Zudem wurde Annemarie Waser Meisterin im Slalom und in der Kombination.

## Skilanglauf

### 16 km
| Platz | Name                | Verein            | Zeit (min) |
| ----- | ------------------- | ----------------- | ---------- |
| 01    | Viktor Kronig       | Zermatt           | 54:26      |
| 02    | Konrad Hischier     | SC Obergoms       | 54:27      |
| 03    | Erwino Hari         | SC Adelboden      | 54:37      |
| 04    | Werner Zwingli      | Zürich-Altstetten | 54:56      |
| 05    | Marcel Huguenin     | La Brévine        | 55:00      |
| 06    | Michel Rey          | Les Cernets       | 55:01      |
| 07    | Louis-Charles Golay | Ste Croix         | 55:31      |
| 08    | Ludwig Regli        | Andermatt         | 55:55      |
| 09    | Lorenz Possa        | Leukerbad         | 56:20      |
| 010   | Michel Haymoz       | Hauteville        | 56:33      |

Datum: Freitag, 27. Februar 1959 in Engelberg
 Viktor Kronig aus Zermatt gewann mit einer Sekunde Vorsprung auf Konrad Hischier und Erwino Hari seinen ersten Schweizer Meistertitel. Der Vorjahressieger Michel Rey wurde Sechster und der Mitfavorit Fritz Kocher errang den 14. Platz. Es waren 210 Läufer am Start.

### 50 km
| Platz | Name            | Verein               | Zeit (std) |
| ----- | --------------- | -------------------- | ---------- |
| 01    | Michel Rey      | Les Cernets          | 2:25:29    |
| 02    | Fritz Kocher    | Zürich-Altstetten    | 2:27:54    |
| 03    | Marcel Huguenin | SC La Brévine        | 2:29:31    |
| 04    | Erwino Hari     | SC Adelboden         | 2:30:10    |
| 05    | Alphonse Baume  | Mont Soleil          | 2:31:44    |
| 06    | Werner Zwingli  | SC Altstetten-Zürich | 2:33:00    |
| 07    | Karl Hischier   | SC Obergoms          | 2:35:18    |
| 08    | Lorenz Possa    | Leukerbad            | 2:36:04    |

Datum: Sonntag, 15. Februar 1959 in Vaulion

Michel Rey siegte mit einer Zeit von 2:25:29 Stunden und mit zwei Minuten und 25 Sekunden Vorsprung auf den Vorjahressieger Fritz Kocher aus Zürich-Altstetten. Dritter wurde Marcel Huguenin vom SC La Brévine. Es nahmen 115 Läufer teil.

### 4 × 8 km Staffel
| Platz | Namen                                                            | Verein               | Zeit (std) |
| ----- | ---------------------------------------------------------------- | -------------------- | ---------- |
| 01    | Fredy Imfeld Karl Hischier Jean Max Konrad Hischier              | SC Obergoms          | 1:55:57    |
| 02    | Louis Clerc Jean-Bernard Huguenin Marcel Huguenin Fredy Huguenin | SC La Brévine        | 1:56:26    |
| 03    | Franco Piller Jean Jordan Raymond Haymoz Michel Haymoz           | Hauteville           | 1:57:13    |
| 04    |                                                                  | Les Cernets-Verieres | 1:57:34    |
| 05    |                                                                  | SC Altstetten-Zürich | 1:57:41    |

Datum: Samstag, 28. Februar 1959 in Engelberg 

Mit 29 Sekunden Vorsprung siegte die Staffel vom SC Obergoms vor den SC La Brévine. Der Vorjahressieger SC Altstetten-Zürich wurde Fünfter. Es waren 25 Staffeln am Start.

## Nordische Kombination

### Einzel
| Platz | Name                 | Ort            | Punkte |
| ----- | -------------------- | -------------- | ------ |
| 01    | Lorenz Possa         | Leukerbad      | 66,95  |
| 02    | André Reymond        | Le Brassus     | 68,59  |
| 03    | Louis-Charles Golay  | Le Brassus     | 68,90  |
| 04    | Viktor Kronig        | Ste-Croix      | 71,70  |
| 05    | William Schneeberger | Chaux-de-Fonds | 73,08  |
| 06    | Reymond Fissat       | Ste-Croix      | 88,00  |

Datum:  Freitag, 27. Februar 1959 in Engelberg

Lorenz Possa wurde nach 1955 zum zweiten Mal Schweizer Meister in der Nordischen Kombination.

## Skispringen

### Normalschanze
| Platz | Name             | Verein       | Weite 1 | Weite 2 | Punkte |
| ----- | ---------------- | ------------ | ------- | ------- | ------ |
| 01    | Andreas Däscher  | Meilen       | 61,0 m  | 68,0 m  | 228,5  |
| 02    | Ueli Scheidegger | SC Adelboden | 58,5 m  | 63,0 m  | 218,5  |
| 03    | Rudolf Bärtschi  | SC Adelboden | 54,0 m  | 61,0 m  | 200,1  |
| 04    | Fritz Schneider  | SC Davos     | 55,5 m  | 59,0 m  | 199,3  |
| 05    | Hansruedi Haller | Biel         | 55,5 m  | 65,0 m  | 198,8  |

Datum: Sonntag, 1. März 1959 in Engelberg 

Andreas Däscher gewann auf der Titlis-Schanze mit Weiten von 61 und 68 Metern nach 1950, 1953, 1954, 1956, 1957 und 1958 seinen siebten Meistertitel. Dabei stellte er mit dem 68 Metern einen neuen Schanzenrekord auf. Es waren 70 Skispringer am Start.

## Ski Alpin

### Männer

#### Abfahrt
| Platz | Name               | Verein        | Zeit (min) |
| ----- | ------------------ | ------------- | ---------- |
| 01    | Willi Forrer       | Wildhaus      | 3:10,6     |
| 02    | Nando Pajarola     | SC Davos      | 3:15,8     |
| 03    | Roger Staub        | Arosa         | 3:17,7     |
| 04    | Albert Schlunegger | Grindelwald   | 3:18,7     |
| 05    | Georges Schneider  | Château-d’Oex | 3:20,2     |
| 06    | Willy Mottet       | Biel          | 3:20,3     |

Datum: Freitag, 27. Februar 1959 in Engelberg

#### Riesenslalom
| Platz | Name               | Verein        | Zeit (min) |
| ----- | ------------------ | ------------- | ---------- |
| 01    | Roger Staub        | Arosa         | 1:53,0     |
| 02    | Willi Forrer       | Wildhaus      | 1:54,3     |
| 03    | Georges Schneider  | Château-d’Oex | 1:55,4     |
| 04    | Roland Bläsi       | Lenzerheide   | 1:56,2     |
| 05    | Georg Grünenfelder | Pizol         | 1:56,5     |
| 06    | Nando Pajarola     | SC Davos      | 1:59,2     |

Datum: Donnerstag, 26. Februar 1959 in Engelberg

#### Slalom
| Platz | Name               | Verein         | Zeit (min) |
| ----- | ------------------ | -------------- | ---------- |
| 01    | Adolf Mathis       | Bannalp        | 2:08,2     |
| 02    | Georges Schneider  | Château-d’Oex  | 2:08,4     |
| 03    | Georg Grünenfelder | Wangs          | 2:08,5     |
| 03    | Werner Schmid      | SC Stoos       | 2:08,5     |
| 05    | Daniel Gerber      | Chaux-de-Fonds | 2:09,1     |
| 06    | Roger Staub        | Arosa          | 2:09,3     |

Datum: Sonntag, 1. März 1959 in Engelberg 

#### Kombination
Die Kombination wurde über eine Punktewertung aus den Ergebnissen von Abfahrt, Riesenslalom und Slalom berechnet.
| Platz | Name               | Verein        | Punkte |
| ----- | ------------------ | ------------- | ------ |
| 01    | Roger Staub        | Arosa         | 3,96   |
| 02    | Georges Schneider  | Château-d’Oex | 6,85   |
| 03    | Willi Forrer       | Wildhaus      | 8,03   |
| 04    | Roland Bläsi       | Lenzerheide   | 8,85   |
| 05    | Georg Grünenfelder | Wangs         | 10,00  |
| 06    | Nando Pajarola     | SC Davos      | 11,07  |

### Frauen

#### Abfahrt
| Platz | Name              | Verein        | Zeit (min) |
| ----- | ----------------- | ------------- | ---------- |
| 01    | Yvonne Rüegg      | Arosa         | 2:58,6     |
| 02    | Annemarie Waser   | Bannalp       | 3:03,9     |
| 03    | Madeleine Berthod | Château-d’Oex | 3:10,5     |
| 04    | Hedy Beeler       | Arosa         | 3:13,3     |
| 05    | Silvia Gnehm      | Zürich        | 3:14,7     |
| 06    | Marlene Stucki    | Thun          | 3:17,4     |

Datum: Freitag, 27. Februar 1959 in Engelberg

#### Riesenslalom
| Platz | Name              | Verein        | Zeit (min) |
| ----- | ----------------- | ------------- | ---------- |
| 01    | Madeleine Berthod | Château-d’Oex | 1:27,8     |
| 02    | Annemarie Waser   | Bannalp       | 1:30,1     |
| 03    | Yvonne Rüegg      | Arosa         | 1:33,4     |
| 04    | Lilo Michel       | Interlaken    | 1:33,9     |
| 05    | Hedy Beeler       | Arosa         | 1:35,0     |
| 06    | Marlene Stucki    | Thun          | 1:35,5     |

Datum: Donnerstag, 26. Februar 1959 in Engelberg

#### Slalom
| Platz | Name              | Verein        | Zeit (min) |
| ----- | ----------------- | ------------- | ---------- |
| 01    | Annemarie Waser   | Bannalp       | 1:39,4     |
| 02    | Madeleine Berthod | Château-d’Oex | 1:41,6     |
| 03    | Lilo Michel       | Interlaken    | 1:45,0     |
| 04    | Hedy Beeler       | Arosa         | 1:46,2     |
| 05    | Lotti Scherrer    | Genf          | 1:46,8     |
| 06    | Silvia Gnehm      | Zürich        | 1:49,7     |

Datum: Samstag, 28. Februar 1959 in Engelberg 

#### Kombination
Die Kombination wurde über eine Punktewertung aus den Ergebnissen von Abfahrt, Riesenslalom und Slalom berechnet.
| Platz | Name              | Verein        | Punkte |
| ----- | ----------------- | ------------- | ------ |
| 01    | Annemarie Waser   | Bannalp       | 5,16   |
| 02    | Madeleine Berthod | Château-d’Oex | 7,70   |
| 03    | Yvonne Rüegg      | Arosa         | 16,30  |
| 04    | Hedy Beeler       | Arosa         | 19,40  |
| 05    | Lilo Michel       | Interlaken    | 20,98  |
| 06    | Silvia Gnehm      | Zürich        | 23,66  |